# Stanisław Józefczak

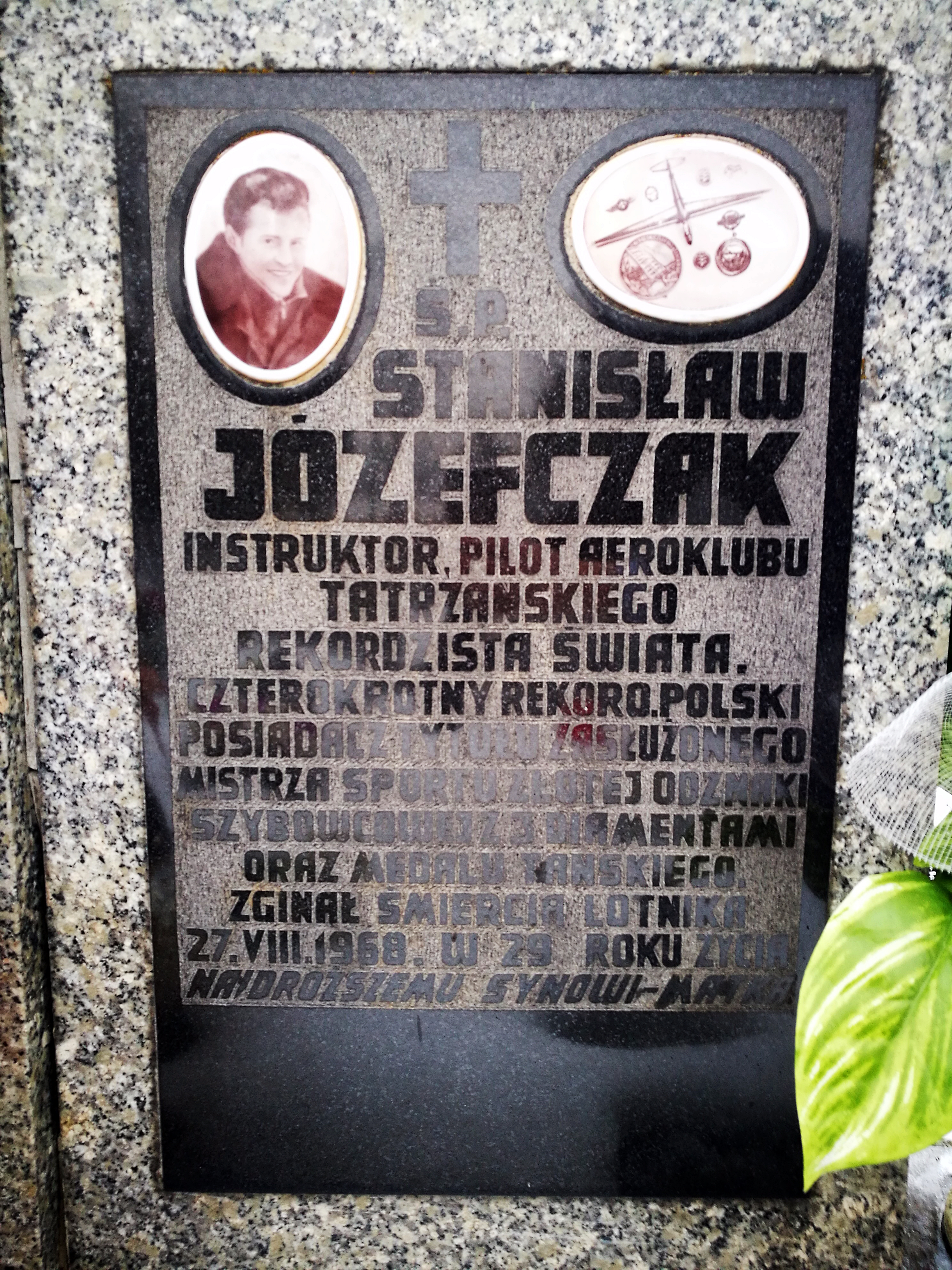
Grób Stanisława Józefczaka

Stanisław Józefczak (ur. 4 stycznia 1939 w Nowym Targu, zm. 12 lub 27 sierpnia 1968 tamże) – polski lotnik, pilot szybowców i samolotów sportowych, rekordzista świata i Polski w szybownictwie.

## Życiorys
Urodził się 4 stycznia 1939 w Nowym Targu. Od lat 50. był aktywnym pilotem. Związany był z Aeroklubem Tatrzańskim, w którym był instruktorem oraz zawiadowcą nowotarskiego lotniska.
W 1961 na szybowcu Mucha 100 A ustanowił rekordy Polski w kategorii szybowców jednomiejscowych – w wysokości absolutnej (11860 metrów) i wysokości przewyższenia (10 655 metrów). Do 1966 miał na swoim koncie łącznie pięć rekordów Polski.
5 listopada 1966, wraz z pasażerem Janem Tarczoniem wykonał na szybowcu SZD-9 Bocian rekordowy lot falowy. Ustanowił trzy rekordy w kategorii szybowców dwumiejscowych – rekord świata w przewyższeniu (11680 metrów) oraz, wciąż aktualne w drugiej dekadzie XXI wieku – rekordy Polski: wysokość absolutna (12560 metrów) oraz wysokość przewyższenia (11680 metrów). Jego rekord świata został pobity dopiero w 2006 roku przez Steve’a Fossetta.
Za swój wyczyn został wyróżniony Medalem Tańskiego oraz Odznaką Szybowcową z trzema diamentami.
Zginął, wraz ze swoim uczniem, za sterami samolotu PZL TS-8 Bies 12 lub 27 sierpnia 1968 na lotnisku w Nowym Targu.

## Upamiętnienie
W Nowym Targu ustanowiono ulicę imienia Stanisława Józefczaka.